# Irkoetsk
Irkoetsk (Russisch: Иркутск) is een stad in de Russische Federatie, hoofdstad van de gelijknamige regio (oblast) Irkoetsk, gelegen aan de Angara tussen het stuwmeer van Irkoetsk en het Baikalmeer.

## Regionaal centrum
Irkoetsk is het grootste economische, culturele en verzorgende centrum van Oost-Siberië; er is een omvangrijke industriële sector, die onder meer aluminiumindustrie (bauxiet uit de Oeral), chemische fabrieken, machinebouw (toelevering omliggende mijnbouwgebieden), houtverwerking en voedingsmiddelenindustrie omvat. Er zijn waterkrachtcentrales bij de stuwdam en er is een pijplijnverbinding met de aardolie- en aardgasvelden van het Wolga-Oeralgebied. Het is een belangrijk verkeersknooppunt in Oost-Siberië met een station aan de Trans-Siberische spoorlijn en een belangrijke luchthaven. De oude stad is relatief ruim aangelegd en telt nog tal van historische, meestal in hout opgetrokken panden, versierd met artistieke houtsnijwerken. Deze ornamenten dienden niet alleen ter decoratie, maar hadden ook symbolische betekenissen, zoals het afweren van boze geesten.
Ter plaatse voorts onder meer een universiteit (1918) en diverse hogescholen, een polytechnisch instituut, de Siberische afdeling van de nationale Academie der Wetenschappen, diverse musea en theaters, een planetarium en de staatsbibliotheek.

## Geschiedenis

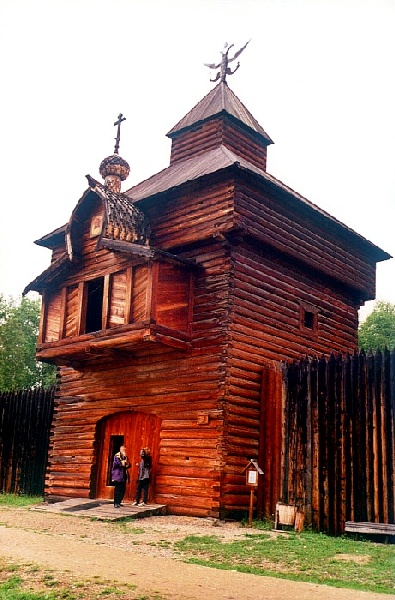
Ostrogtoren in het Taltsy-museum nabij Irkoetsk

De stad werd in 1652 gesticht als Irkoetskoje zimovje bij de monding van de Irkoet in de Angara. Dertig jaar later reeds had ze zich ontwikkeld tot het centrum van de Russische handel met het Chinese keizerrijk en Mongolië. Sinds de 18e eeuw is ze tevens het bestuurlijke middelpunt van de Russische bezittingen in Siberië. Eind 19e eeuw ging van Irkoetsk de Siberische goldrush uit. 

## Cultuur
Vanwege zijn historische allure wordt Irkoetsk ook wel "Het Parijs van Siberië" genoemd. Dit was voornamelijk te danken aan de vele Russische bannelingen die zich er tijdens het tsaristische tijdperk vestigden, met name na de mislukte Decembristenopstand van 1825, toen vele revolutionairen naar Siberië werden verbannen. Onder hen waren ook echtgenotes die hun mannen volgden naar Irkoetsk, zoals Maria Volkonskaja, die er het middelpunt werd van een groep verbannen intellectuelen en kunstenaars. Haar woning biedt inzicht in het leven en de bijdragen van deze bannelingen aan de ontwikkeling van Irkoetsk.

## Bezienswaardigheden
- Epifaniekathedraal
- Kazankathedraal
- Kazankerk
- Kerk van Christus de Verlosser
- Kathedraal van het Onbevlekte Hart van Maria
- Vladimirklooster
- Znamenski-klooster
- Kerk van de Heilige Charalampus

## Partnersteden
- Ulaanbaatar (Mongolië)
- Kanazawa (Japan)
- Pforzheim (Duitsland)

## Geboren
- Maria Kljonova (1898-1976), mariene geoloog
- Roedolf Noerejev (1938-1993), balletdanser
- Anatoli Ivanisjin (1969), kosmonaut
- Dmitri Kondratjev (1969), kosmonaut
- Aleksandr Averboech (1974), Russisch-Israëlisch atleet
- Aleksandr Botsjarov (1975), wielrenner
- Jelena Bolsoen (1982), atlete
- Denis Koval (1991), langebaanschaatser
- Daria Dmitrieva (1993), ritmisch gymnaste
- Roman Zobnin (1994), voetballer
- Jekaterina Sloeva (1999), langebaanschaatsster
- Nina Kraviz , DJ